# Claire Bloom

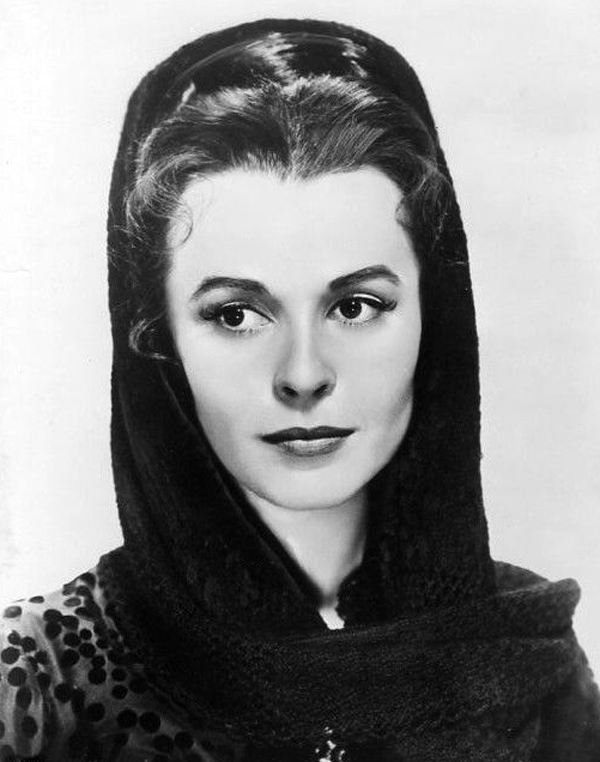
Imatge publicitària de Bloom per a Els germans Karamazov (1958)

Patricia Claire Bloom CBE (Finchley, Middlesex, 15 de febrer de 1931) és una actriu anglesa. És coneguda pels papers principals en obres com Un tranvia anomenat Desig,  Casa de nines i Long Day's Journey into Night, i ha protagonitzat prop de seixanta pel·lícules. És una de les últimes estrelles supervivents de l'Edat d'Or de Hollywood.
Després d'una infància passada a Anglaterra (i als EUA durant dos anys i mig durant la Segona Guerra Mundial), Bloom va estudiar teatre a Londres. Va debutar als escenaris de Londres quan tenia setze anys i va interpretar papers en diverses obres de Shakespeare, incloent Hamlet, en la qual interpretava a Ophelia al costat de Richard Burton. Per a la seva Julieta a Romeu i Julieta, el crític Kenneth Tynan va declarar que era "la millor Julieta que he vist mai". Després de protagonitzar Blanche DuBois a Un tranvia anomeat Desig, el seu dramaturg, Tennessee Williams, va declarar: "Em declaro absolutament boig per Claire Bloom".
El 1952, Bloom va ser descoberta per l'estrella de cinema de Hollywood Charlie Chaplin per protagonitzar al seu costat Limelight. Durant la seva carrera cinematogràfica, ha estat protagonista al costat de nombrosos actors importants, com Richard Burton, Laurence Olivier, John Gielgud, Paul Scofield, Ralph Richardson, Yul Brynner, George C. Scott, James Mason, Paul Newman, Cliff Robertson, Anthony Hopkins i Rod Steiger.
El 2010, Bloom va interpretar el paper de la reina Maria a la pel·lícula britànica El discurs del rei. Va ser nomenada comandant de l'Ordre de l'Imperi Britànic (CBE) en els honors d'aniversari de 2013 pels serveis al drama.

## Primers anys
Bloom va néixer com a Patricia Claire Blume a Finchley, aleshores part de Middlesex (ara un suburbi del nord de Londres), filla d'Elizabeth (née Grew) i d'Edward Max Blume, un venedor "amb poc èxit". Els seus avis paterns, originalment anomenats Blumenthal, així com els seus avis materns, originalment anomenats Gravitzky, eren emigrants jueus de Byten a la regió de Grodno a Rússia, ara a Belarús, Europa de l'Est.:1–2 És britànica russa i practica el judaisme.
L'educació de Bloom va ser "una mica casual"; la van enviar a l'escola independent de Badminton de Bristol, però quan el seu pare va trobar dificultats econòmiques, la família es va traslladar a Cornualla, on va assistir a l'escola local del poble. Més tard va estudiar interpretació escènica a la Guildhall School of Music and Drama de Londres, i va continuar els seus estudis amb Elsie Fogerty a la Central School of Speech and Drama, aleshores amb seu al Royal Albert Hall de Londres.
Quan la Luftwaffe va bombardejar Londres durant el Blitz el 1940, la seva família va escapar per poc de les bombes que van caure prop de casa seva. El seu pare va romandre a Anglaterra, mentre ella i el seu germà John van anar amb la seva mare als Estats Units, on va passar un any vivint a Florida amb la família d'un oncle patern; durant aquest temps la seva mare treballava a la botiga de vestits de la seva tia, "però va demostrar ser una venedora terrible". Ella recorda: "Va ser l'any 1941; jo tenia deu anys, en John gairebé sis. Havíem de navegar des de Glasgow en un comboi, en un vaixell que evacuava nens.":26Durant la seva estada d'un any a Florida, la British War Relief Society li va demanar que l'ajudés a recaptar diners participant en diversos espectacles benèfics, cosa que va fer durant diverses setmanes. "Així vaig entrar al món de l'espectacle musical", escriu.:30 Bloom, juntament amb la seva mare i el seu germà, van viure a Nova York amb el cosí de la seva mare durant uns altres divuit mesos abans de tornar a Anglaterra. Va ser a Nova York on va decidir convertir-se en actriu quan, per celebrar el seu dotzè aniversari, la seva mare la va portar a veure l'obra de Broadway Les tres germanes:
| « | (anglès) From then on I thought only of going into the theatre and playing in Chekhov. ... Chekhov was moving. That's what I was looking for—something more moving even than my own plight as a little English girl driven from my home by the Gods of War.:36 | (català) Des d'aleshores només pensava en entrar al món del teatre i interpretar Txekhov... Txékhov era "emocionant". Allò era el que cercava - alguna cosa més emocionant que les meves preocupacions de nena anglesa expulsada de casa pels Déus de la Guerra | » |

Van tornar a Anglaterra l'any 1943, i a causa de la millora dels negocis del seu pare van viure a Mayfair, però el matrimoni dels seus pares va acabar poc després - el seu pare es volia casar amb la seva nova parella, i ella no va tenir-hi contacte durant molts anys.

## Carrera d'actriu
Després de formar-se a la Guildhall School of Music and Drama i a la Central School of Speech and Drama, Bloom va debutar als programes de ràdio de la BBC. Va debutar a l'escenari el 1946 quan tenia 15 anys amb l'Oxford Repertory Theatre.
Va debutar als 16 anys al Shakespeare Memorial Theatre com Ofèlia al Hamlet de Paul Scofield; Robert Helpmann alternava interpretant el príncep. Bloom ha escrit que durant la producció va estar enamorada de Scofield. Com que Scofield estava feliçment casat i era pare d'un fill, Bloom només esperava que "hi coquetegés i la tingués en compte". Més tard va recordar: "Mai vaig poder decidir quin dels meus dos Hamlets vaig trobar el més demolidor: l'obertament homosexual i carismàtic Helpmann, o l'encantador i tímid jove de Sussex". :43
Quan se li va preguntar sobre Bloom anys més tard, Scofield va recordar: "Crec que tenia setze anys; tan jove i necessàriament sense experiència, tenia un aspecte encantador, va actuar amb una seguretat descoratjadora que desmentia completament la seva inexperiència de gairebé tímida reticència. Era una molt bona Ofèlia."
El seu debut a l'escenari londinenc va ser el 1947 a l'obra de Christopher Fry The Lady's Not For Burning, protagonitzada per Sir John Gielgud i Pamela Brown i amb un jove Richard Burton. També es va representar a Broadway a Nova York. Va ser durant els assajos de l'obra que Burton i Bloom van començar una llarga història d'amor. L'any següent, va rebre elogis per la seva interpretació d'Ofèlia al Hamlet protagonitzat per Burton, la primera de moltes obres de William Shakespeare en què apareixeria Bloom. Tot i que Burton en aquell moment estava casat amb Sybil Christopher, l'actor i amic de Burton, Stanley Baker, en veure com d'atret estava per Bloom, va comentar que "pensava que aquest podria ser el moment en què Rich va deixar Sybil". En els seus darrers anys, Burton va dir al seu biògraf, Michael Munn, "'Només vaig estimar dues dones abans d'Elizabeth, Sybil era una, Claire Bloom l'altra".:52, 85
Bloom ha aparegut en diverses obres i obres teatrals tant a Londres com a Nova York. Aquestes obres inclouen Look Back in Anger; Rashomon; Duel of Angels (de Jean Giraudoux), coprotagonista amb Vivien Leigh, el 1958; i el paper preferit de Bloom, el de Blanche DuBois, en un revival de l'obra de Tennessee Williams, Un tramvia anomenat Desig, que va representar a Londres el 1974. El crític Clive Barnes va descriure l'obra com un "exemple notable del que hauria de ser el revival clàssic - ben cuidada, però reflexiva, expressiva, il·luminadora." Un altre crític escriu que el retrat de Bloom de Blanche presentava "capes notables de vitalitat i tendresa", i el dramaturg Williams va declarar: "Em declaro absolutament boig per Claire Bloom".
Bloom també ha actuat en solitari en un espectacle format per monòlegs de diverses de les seves actuacions escèniques. També va protagonitzar el revival de Broadway de 1976 The Innocents.

### Pel·lícules

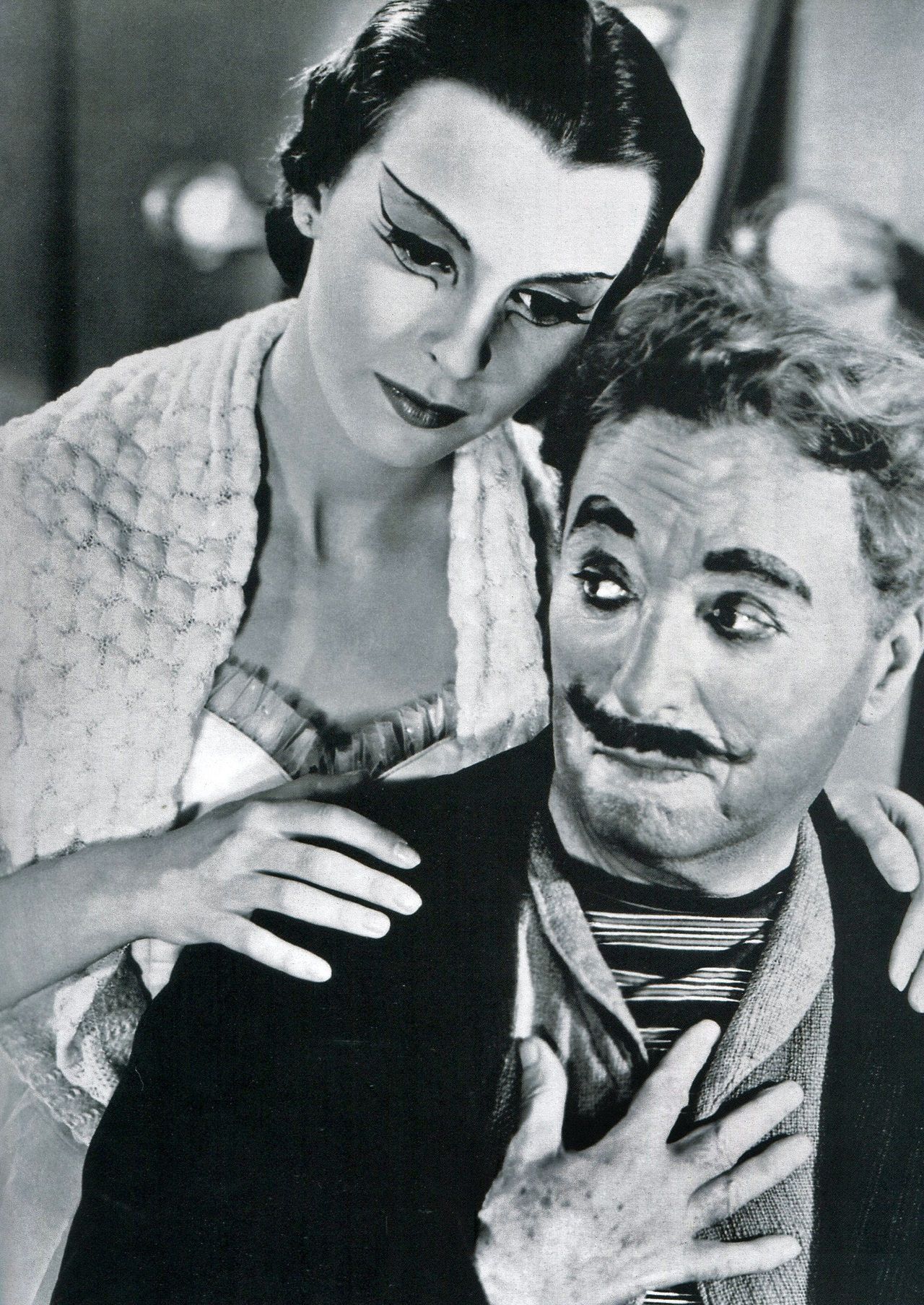
Amb Charlie Chaplin a Limelight (1952)

El primer paper de Bloom va ser a la pel·lícula de 1948 The Blind Goddess. Es va formar a la Rank Organisation's Charm School, però no s'hi va quedar gaire temps.
El seu debut internacional a la pantalla va arribar amb la pel·lícula de 1952 Limelight, quan va ser escollida per Charlie Chaplin, per coprotagonitzar-la al seu costat. La pel·lícula va catapultar Bloom a l'estrellat. El biògraf Dan Kamin va dir que Limelight és una història semblant a City Lights, feta vint anys abans, on Chaplin també ajuda la protagonista a superar un handicap físic. En aquesta pel·lícula, Bloom interpreta una ballarina suïcida que "pateix una paràlisi histèrica".
La pel·lícula tenia un significat personal per a Chaplin ja que contenia nombroses referències a la seva vida i família: el teatre on ell i Bloom actuaven a la pel·lícula era el mateix teatre on la seva mare va fer la seva darrera actuació; Chaplin va ordenar a Bloom que portés vestits semblants als que solia portar la seva mare; els fills de Chaplin i el seu mig germà hi tenien papers. Bloom afirma que va sentir que una de les raons per les quals va aconseguir el paper va ser perquè s'assemblava molt a la seva jove esposa, Oona O'Neill. A la seva autobiografia, Chaplin va escriure que no dubtava que la pel·lícula seria un èxit: "Vaig tenir menys recels sobre el seu èxit que qualsevol pel·lícula que hagués fet". Chaplin explica la seva decisió de fer de Bloom coprotagonista tot i que aquesta és la seva primera pel·lícula:
| « | (anglès) In casting the girl's part I wanted the impossible: beauty, talent, and a great emotional range. After months of searching and testing with disappointing results, I eventually had the good fortune to sign up Claire Bloom, who was recommended by my friend Arthur Laurents. | (català) En el paper de la noia, volia l'impossible: bellesa, talent i un gran ventall emocional. Després de mesos de recerca i proves amb resultats decebedors, finalment vaig tenir la sort de contractar Claire Bloom, que va em va recomanar el meu amic Arthur Laurents. | » |

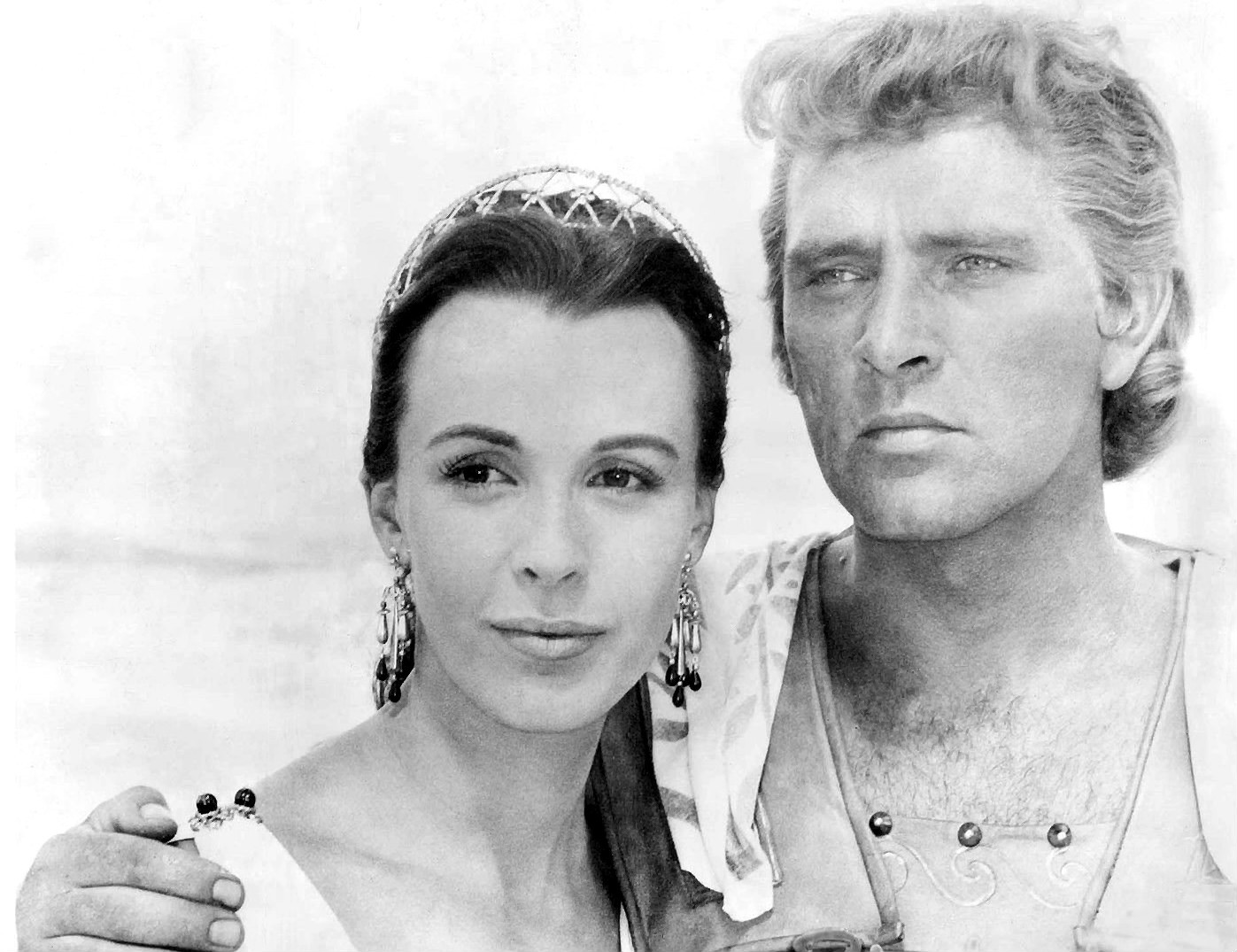
Claire Bloom com a Barsine, amb Richard Burton com a Alexandre, a Alexandre el Gran (1956)

Posteriorment va aparèixer en diversos papers d'època en pel·lícules com Alexandre el Gran (1956), Els germans Karamazov (1958), El bucaner (1958) i El meravellós món dels germans Grimm (1962). Bloom també va aparèixer a la versió cinematogràfica de Ricard III de Laurence Olivier (1955), on va interpretar Lady Anna, a Casa de nines (1973) d'Ibsen, per la qual va guanyar el premi a la millor actriu al Festival Internacional de Cinema de Taormina, a The Outrage (1964) amb Paul Newman i Laurence Harvey, així com a les pel·lícules Look Back in Anger (1959) i The Spy Who Came in from the Cold (1965), totes dues amb Richard Burton. Sobre el personatge de Bloom a Spy, el novel·lista David Plante escriu que "la bellesa refinada de Claire es revela com la del refinament d'una cultura que representa com a actriu".
A la dècada de 1960 va començar a interpretar papers més contemporanis, com ara una mestressa de casa desconcertada a The Chapman Report, una psicòloga al costat de l'oscaritzat Cliff Robertson a Charly i Theodora a The Haunting. També va aparèixer a les pel·lícules de Woody Allen Delictes i faltes (1989) i Poderosa Afrodita (1995). Va aparèixer a la pel·lícula de Sylvester Stallone Daylight (1996). Va interpretar a Hera a Lluita de titans, on Laurence Olivier va interpretar Zeus, el seu marit; també havien fet parella a Ricard III (1955), on ella interpretava la reina Anna. Les seves aparicions més recents a pel·lícules van ser la seva interpretació de la reina Maria a la pel·lícula britànica guanyadora de l'Oscar de 2010 El discurs del rei i la seva interpretació d'Eva Rose al costat de Jerry Lewis a la pel·lícula Max Rose de 2016.

## Vida personal
Bloom s'ha casat tres vegades. El seu primer matrimoni, el 1959, va ser amb l'actor Rod Steiger, a qui va conèixer quan tots dos van actuar a l'obra Rashomon. La seva filla és la cantant d'òpera Anna Steiger. Steiger i Bloom es van divorciar el 1969. En aquest mateix any, Bloom es va casar amb el productor Hillard Elkins. El matrimoni va durar tres anys i la parella es va divorciar el 1972. El tercer matrimoni de Bloom, el 29 d'abril de 1990, va ser amb l'escriptor Philip Roth, amb qui mantenia una relació d'anys. Es van divorciar el 1995.
Bloom ha escrit dues memòries sobre la seva vida i carrera. El primer, Limelight and After: The Education of an Actress, es va publicar l'any 1982 i era una mirada en profunditat a la seva carrera i als papers cinematogràfics i escènics que havia interpretat. El seu segon llibre, Leaving a Doll's House: A Memoir, publicat el 1996, va entrar en més detalls sobre la seva vida personal; va parlar no només dels seus matrimonis sinó també dels seus afers amb Richard Burton, Laurence Olivier i Yul Brynner. El llibre va crear un enrenou quan Bloom va descriure el seu matrimoni amb Roth. Poc després, Roth va escriure una "novel·la de revenja" I Married a Communist (1998), on el personatge d'Eve Frame semblava representar Bloom.

## Honors
Bloom va ser nomenada Comandant de l'Ordre de l'Imperi Britànic (CBE) en els honors d'aniversari de 2013 pels serveis al drama.

## Filmografia

### Pel·lícules
| Any  | Títol                                                                            | Paper            | Notes              |
| ---- | -------------------------------------------------------------------------------- | ---------------- | ------------------ |
| 1948 | The Blind Goddess                                                                | Mary Dearing     |                    |
| 1952 | La Bergère et le Ramoneur                                                        | la pastora       | Veu versió anglesa |
| 1952 | Limelight                                                                        | Thereza          |                    |
| 1953 | Innocents in Paris                                                               | Susan            |                    |
| 1953 | The Man Between                                                                  | Susanne Mallison |                    |
| 1955 | Ricard III (Richard III)                                                         | Lady Anne        |                    |
| 1956 | Alexandre el Gran (Alexander the Great)                                          | Barsine          |                    |
| 1958 | Els germans Karamazov (The Brothers Karamazov)                                   | Katya            |                    |
| 1958 | El bucaner (The Buccaneer)                                                       | Bonnie Brown     |                    |
| 1959 | Look Back in Anger                                                               | Helena Charles   |                    |
| 1960 | Brainwashed                                                                      | Irene Andreny    |                    |
| 1962 | El meravellós món dels germans Grimm (The Wonderful World of the Brothers Grimm) | Dorothea Grimm   |                    |
| 1962 | The Chapman Report                                                               | Naomi Shields    |                    |
| 1963 | 80,000 Suspects                                                                  | Julie Monks      |                    |
| 1963 | The Haunting                                                                     | Theodora         |                    |
| 1963 | Il maestro di Vigevano                                                           | Ada              |                    |
| 1964 | Alta infedeltà                                                                   | Laura            |                    |
| 1964 | The Outrage                                                                      | Wife             |                    |
| 1965 | The Spy Who Came in from the Cold                                                | Nan Perry        |                    |
| 1968 | Charly                                                                           | Alice Kinnian    |                    |
| 1969 | The Illustrated Man                                                              | Felicia          |                    |
| 1969 | Three into Two Won't Go                                                          | Frances Howard   |                    |
| 1971 | A Severed Head                                                                   | Honor Klein      |                    |
| 1971 | Red Sky at Morning                                                               | Ann Arnold       |                    |
| 1973 | Casa de nines (A Doll's House)                                                   | Nora Helmer      |                    |
| 1977 | Islands in the Stream                                                            | Audrey           |                    |
| 1981 | Lluita de titans                                                                 | Hera             |                    |
| 1985 | Déjà Vu                                                                          | Eleanor Harvey   |                    |
| 1987 | Sammy and Rosie Get Laid                                                         | Alice            |                    |
| 1989 | Delictes i faltes (Crimes and misdemeanors)                                      | Mirian Rosenthal |                    |
| 1991 | La princesa i els follets (The Princess and the Goblin)                          | Besàvia Irene    | Veu                |
| 1995 | Poderosa Afrodita (Mighty Aphrodite)                                             | Mrs. Sloan       |                    |
| 1996 | Daylight                                                                         | Eleanor Trilling |                    |
| 2002 | The Book of Eve                                                                  | Eva Smallwood    |                    |
| 2003 | The Republic of Love                                                             | Onion            |                    |
| 2003 | Charlie: The Life and Art of Charles Chaplin                                     | Herself          |                    |
| 2003 | Imagining Argentina                                                              | Sara Sternberg   |                    |
| 2006 | Kalamazoo?                                                                       | Eleanor          |                    |
| 2010 | El discurs del rei (The King's Speech)                                           | Maria de Teck    |                    |
| 2016 | Max Rose                                                                         | Eva Rose         |                    |
| 2018 | Miss Dalí                                                                        | Maggie           |                    |

### Televisió
| Any     | Títol                                             | Paper                     | Notes                                                 |
| ------- | ------------------------------------------------- | ------------------------- | ----------------------------------------------------- |
| 1952    | BBC Sunday Night Theatre                          | Martine                   | Temporada 3 episodi 19: Martine                       |
| 1957    | Goodyear Television Playhouse                     | Rose                      | Temporada 6 episodi 8: "First Love"                   |
| 1957    | Robert Montgomery Presents                        | Queen Victoria            | Temporada 8 episodi 31: Victoria Regina               |
| 1958    | Shirley Temple's Storybook                        | Beauty                    | Temporada 1 episodi 1: "Beauty and the Beast"         |
| 1959    | Playhouse 90                                      | Hypatia                   | Temporada 4 episodi 3: "Misalliance"                  |
| 1961    | Anna Karenina                                     | Anna Karenina             | Pel·lícula de TV                                      |
| 1979    | Backstairs at the White House                     | Edith Bolling Galt Wilson | minisèrie de TV                                       |
| 1980    | Hamlet                                            | Gertrude                  | Pel·lícula de TV                                      |
| 1981    | Retorn a Brideshead (Brideshead Revisited)        | Lady Marchmain            | 6 episodis                                            |
| 1983    | Separate Tables                                   | Miss Cooper               | Pel·lícula de TV                                      |
| 1984    | Ellis Island                                      | Rebecca Weiller           | 3 episodis                                            |
| 1985    | Ann and Debbie                                    | Debbie                    | Pel·lícula de TV                                      |
| 1985    | Shadowlands                                       | Joy Davidman              | Pel·lícula de TV                                      |
| 1985    | Promises to Keep                                  | Sally                     | Pel·lícula de TV                                      |
| 1986    | Oedipus the King                                  | Jocasta                   |                                                       |
| 1987    | Queenie                                           | Vicky Kelly               | 2 episodis                                            |
| 1987    | Intimate Contact                                  | Ruth Gregory              | 4 episodis                                            |
| 1988    | The Lady and the Highwayman                       | Lady Emma Darlington      | Pel·lícula de TV                                      |
| 1988    | Beryl Markham: A Shadow on the Sun                | Lady Delamere             | Pel·lícula de TV                                      |
| 1991    | The Camomile Lawn                                 | Old Sophy                 | Minisèrie de TV                                       |
| 1992    | It's Nothing Personal                             | Evelyn Whitloff           | Pel·lícula de TV                                      |
| 1992    | Miss Marple: The Mirror Crack'd from Side to Side | Marina Gregg              | Pel·lícula de TV                                      |
| 1994    | Remember                                          | Anne Devereaux Rawlings   | Pel·lícula de TV                                      |
| 1994    | A Village Affair                                  | Cecily Jordan             | Pel·lícula de TV                                      |
| 1996    | Family Money                                      | Fran Pye                  | Minisèrie de TV                                       |
| 1997    | What the Deaf Man Heard                           | Mrs. Tynan                | Pel·lícula de TV                                      |
| 2000    | Yesterday's Children                              | Maggie                    | Pel·lícula de TV                                      |
| 2000    | Love and Murder                                   | Nina Love                 | Pel·lícula de TV                                      |
| 2005-13 | El doctor Martin                                  | Margaret Ellingham        | 4 episodis                                            |
| 2006    | Agatha Christie's Marple                          | Aunt Ada                  | Temporada 2 episodi 3: "By the Pricking of My Thumbs" |
| 2006    | The Ten Commandments                              | Rani                      | Minisèrie de televisió                                |
| 2008    | New Tricks                                        | Helen Brownlow            | Temporada 5 episodi 2: "Final Curtain"                |
| 2009-10 | "Doctor Who: The End of Time"                     | La dona                   | 2 episodis                                            |
| 2010    | The Bill                                          | Jill Peters               | Temporada 26 episodi 25: "Taking a Stand"             |
| 2015    | Midsomer Murders                                  | Matilda Stowe             | Temporada 17 episodi 4: A Vintage Murder              |
| 2019    | Summer of Rockets                                 | Aunt Mary                 | Minisèrie                                             |